# Darius D. Hare
Darius Dodge Hare, född 9 januari 1843 i Seneca County i Ohio, död 10 februari 1897 i Upper Sandusky i Ohio, var en amerikansk politiker (demokrat). Han var ledamot av USA:s representanthus 1891–1895.
Hare är begravd på Oak Hill Cemetery i Upper Sandusky i Ohio.